# South Pacific Championship
El South Pacific Championship, cambió su nombre a Super 6 en 1992, fue el campeonato de rugby más importante del hemisferio sur, predecesor del Super 10 y torneo origen del actual Super Rugby. Estuvo integrado por equipos de Australia, Fiyi y Nueva Zelanda, a Sudáfrica se le prohibió competir por su política del Apartheid.
Fue sustituido en 1993 por el Super 10. Por la apertura profesional a mediados de 1995 y haber sido una competencia amateur, no es considerado parte del Super Rugby por no haber sido organizado por la SANZAAR.

## Historia[1]
El torneo comenzó en 1986 y fue posible de costear gracias a los aportes económicos por los derechos de transmisión, otra forma de recaudación económica estaba prohibida por la World Rugby.
En lo deportivo se invitó a Auckland, Canterbury y Wellington Lions las tres mejores selecciones provinciales de Nueva Zelanda, New South Wales Waratahs y Queensland Reds los dos mejores equipos australianos del momento y al mejor equipo de Fiyi reforzado por otros jugadores del país.
En 1991 no se disputó torneo alguno por problemas de financiación. El éxito de la Copa del Mundo de Inglaterra 1991 animó a relanzar la competencia y el siguiente año regresó con el nombre de Super 6 y fue el último, la siguiente edición sería el Super 10 1993 ya con equipos de Samoa, Sudáfrica y Tonga.

## Ediciones[2]
| Año  | Campeón               | Campeonato   |
| ---- | --------------------- | ------------ |
| 1986 | Canterbury            | SPC 1986     |
| 1987 | Canterbury & Auckland | SPC 1987     |
| 1988 | Auckland              | SPC 1988     |
| 1989 | Auckland              | SPC 1989     |
| 1990 | Auckland              | SPC 1990     |
| 1992 | Queensland Reds       | Súper 6 1992 |